# Sieć większa

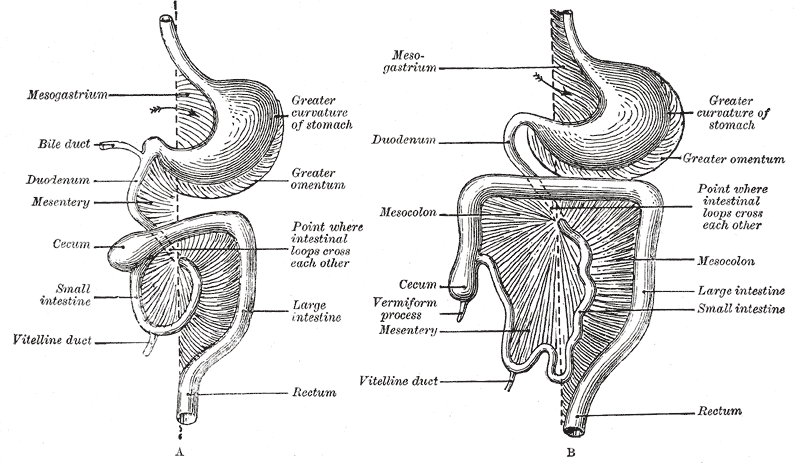
Sieć większa zaznaczona jako Greater omentum. Ryciny przedstawiają dwa stopnie w rozwoju przewodu pokarmowego i jego krezki. Strzałka wskazuje wejście do torby sieciowej.

Sieć większa (łac. omentum majus) – zdwojona blaszka otrzewnej, zwisająca z krzywizny większej żołądka i części górnej dwunastnicy, tworząca „fartuch” pokrywający od przodu pętle jelitowe. Sięga często aż do spojenia łonowego i na wysokość więzadeł pachwinowych.
Wzdłuż wolnych brzegów sieci mogą być uwidocznione fragmenty odcinków jelita grubego i cienkiego. W przypadku, gdy sieć większa nie zawiera dużych ilości tłuszczu, to poniżej żołądka prześwieca poprzecznie biegnąca część jelita grubego – okrężnica poprzeczna, a poniżej – pętle jelita cienkiego.